# Boarmia subtuniformis
Boarmia subtuniformis är en fjärilsart som beskrevs av Lucas 1960. Boarmia subtuniformis ingår i släktet Boarmia och familjen mätare. Inga underarter finns listade i Catalogue of Life.